# 매릴린 놀든

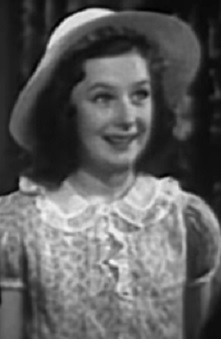

매릴린 놀든(Marilyn Knowlden, 1926년 5월 12일 ~ )은 미국의 배우이다.
오클랜드에서 태어났다.

## 영화
- 브로드웨이 리듬 (1944년)
- 저스트 어라운드 더 코너 (1938년)
- 마리 앙투아네트 (1938년)
- 더럽혀진 얼굴의 천사 (1938년)
- 쇼 보트 (1936년)
- 안소니 에드버즈 (1936년)
- 메트로폴리탄 (1935년)
- 데이빗 코퍼필드 (1935년)
- 슬픔은 그대 가슴에 (1934년)
- 더 월드 체인지 (1933년)